# Bibloplectus sobrinus
Bibloplectus sobrinus är en skalbaggsart som beskrevs av Thomas Casey 1897. Bibloplectus sobrinus ingår i släktet Bibloplectus och familjen kortvingar. Inga underarter finns listade i Catalogue of Life.